# Nagua
Nagua ist eine Stadt in der Dominikanischen Republik. Sie ist der Hauptort der Provinz María Trinidad Sánchez und hat 15.648 Einwohner (Zensus 2010) in der städtischen Siedlung. In der Gemeinde Nagua leben 77.145 Einwohner.

## Geschichte
Während der Regierungszeit von Rafael Leonidas Trujillo wurde die benachbarte Stadt Matanza 1941 durch eine Überschwemmung nach einem Erdbeben zerstört. Viele Bewohner von Matanza entschieden sich, nach Nagua zu ziehen. Heute ist es unter dem Namen Matancita bekannt und eine sehr kleine Stadt südlich von Nagua.

## Wirtschaft
Die Wirtschaft von Nagua basiert hauptsächlich auf der Produktion von landwirtschaftlichen Produkten, vor allem Reis, Kokosnuss und Kakao. Nagua hat eine günstige Lage an der Straße, die von Puerto Plata zur Stadt Samaná führt. In den letzten Jahren hat sich die Stadt stark entwickelt, deshalb kommen auch die Bauern aus der Umgebung hierher, um Arbeit zu suchen. Aber Armut ist in der Bevölkerung weiterhin verbreitet.
Obwohl Nagua einen direkten Zugang zum Strand hat, ist der Ort nicht sehr touristisch.